# 광주글로벌모터스
광주글로벌모터스는 "광주형 일자리" 창출을 목표로 현대자동차, 광주은행, 광주광역시청, 한국산업은행 등이 출자하여 2019년 9월 20일 광산구 빛그린산업단지에 설립한 기업이다. 본사 소재지는 광주광역시 광산구 빛그린산단로 333(덕림동 1254)이며, 전라남도 함평군 월야면 외치리 시경계 근처에 있고 공장 정문으로는 선운101번이 운행 중이다.
2021년 9월 29일에 현대자동차가 런칭한 경차 및 소형차 캐스퍼를 위탁 생산한다. 캐스퍼 일렉트릭의 출시를 대비하기 위해 2023년 11월과 12월에 걸쳐 일부 라인의 가동을 중지하고 전기자동차 생산라인을 구축했으며, 2024년 2월 6일부터 캐스퍼 일렉트릭의 시험 생산을 시작한 후 동년 7월에 출시했다.
캐스퍼 일렉트릭의 출시를 기점으로 수출 물량도 생산하며, 2024년 10월에 네덜란드를 시작으로 캐스퍼 일렉트릭(수출명 인스터)의 해외 수출을 시작했다.

## 모델
- 캐스퍼 (가솔린, 전기)